# Julia McKenzie
Julia McKenzie (Enfield Town, 17 febbraio 1941) è un'attrice, cantante, regista teatrale e librettista britannica nota soprattutto per aver interpretato Miss Marple nell'omonima serie televisiva del 2004.

## Biografia
Nata ad Enfield, figlia di Kathleen Rowe e Albion McKenzie, Julia McKenzie ha studiato alla grammar school Tottenham County School e poi all'accademia di recitazione Guildhall School of Music and Drama.
La sua carriera teatrale, che abbraccia oltre cinque decenni, l'ha vista soprattutto apprezzata interprete dei musical e riviste di Stephen Sondheim (Company, Sweeney Todd, Follies, Into the Woods, Putting in Together), ma anche delle commedie di Alan Ayckbourn. Nel corso della sua carriera è stata candidata a sei Laurence Olivier Awards, il massimo riconoscimento del teatro londinese, e ne ha vinto due alla migliore attrice in un musical: nel 1982 per Guys and Dolls e nel 1994 per Sweeney Todd: The Demon Barber of Fleet Street. La sua unica apparizione a Broadway, nella rivista Side by Side by Sondheim, le valse una candidatura al Tony Award alla miglior attrice non protagonista in un musical nel 1977.
In occasione della Cerimonia di apertura dei Giochi della XXX Olimpiade, Julia McKenzie è stata la controfigura della Regina Elisabetta II nel cortometraggio Happy and Glorious la regina stessa e Daniel Craig nei panni di James Bond.
È sposata con Jerry Harte dal 1971 e la coppia non ha avuto figli.

## Filmografia

### Cinema
- Dick Deadeye, or Duty Done, regia di Bill Mendelez (1975)
- The Wildcats of St. Trinian's, regia di Frank Launder (1980)
- Hotel du Lac, regia di Giles Foster (1986)
- Shirley Valentine - La mia seconda vita (Shirlay Valentine), regia di Lewis Gilbert (1989)
- Vol-au-vent, regia di John McKenzie (1996)
- The Snow Queen's Revenge, regia di Martin Gates (1996)
- Bright Young Things, regia di Stephen Fry (2003)
- These Foolish Things, regia di Julia Taylor-Stanley (2006)
- Diario di uno scandalo (Notes on a Scandal), regia di Richard Eyre (2006)
- Gangsta Granny, regia di Matt Lipsey (2013)
- Allelujah - Un ospedale in rivolta (Allelujah), regia di Richard Eyre (2022)

### Televisione
- The Two Ronnies – serie TV, 8 episodi (1973-1979)
- Maggie and Her –  serie TV, 14 episodi (1976-1979)
- Fame Is the Spur – miniserie TV, 6 puntate (1982)
- Fresh Fields – serie TV, 27 episodi (1984-1986)
- Jack e il fagiolo magico (Jack and the Beanstalk: The Real Story) – miniserie TV, 2 puntate (2001)
- L'ispettore Barnaby (Midsomer Murders) – serie TV, episodio 9x04 (2005)
- Cranford – serie TV, 7 episodi (2007-2009)
- Miss Marple (Agatha Christie's Marple) – serie TV, 11 episodi (2008-2013)
- Il seggio vacante (The Casual Vacancy) – miniserie TV, 3 puntate (2015)
- Gold Digger – miniserie TV, 6 puntate (2019)

## Teatro

### Attrice[6]
- Maggie May, libretto di Alun Owen, musiche e parole di Lionel Bart, regia di Ted Kotcheff. Teatro Adelphi di Londra (1966)
- Man with a Load of Mischief, libretto di Ben Tarver, musiche e parole di John Clifton, regia di Ted Danielewski. Comedy Theatre di Londra (1968)
- Mame, libretto di Jerome Lawrence e Robert Edwin Lee, musiche e parole di Jerry Herman, regia di Lawrence Kasha, con Ginger Rogers. Theatre Royal Drury Lane di Londra (1969)
- Promises, Promises, libretto di Neil Simon, parole di Hal David, musiche di Burt Bacharach, regia di Robert Moore, coreografie di Michael Bennett. Prince of Wales Theatre di Londra (1970)
- Company, libretto di George Furth, musiche e parole di Stephen Sondheim, regia di Harold Prince. His Majesty's Theatre di Londra (1972)
- Cowardy Custard, testo e regia di Noël Coward. Mermaid Theatre di Londra (1972)
- The Norman Conquests, di Alan Ayckbourn, regia di Michael Condron. Apollo Theatre di Londra (1973)
- Cole, libretto di Benny Green, musiche di Cole Porter, regia di Alan Strachan. Mermaid Theatre di Londra (1974)
- Side by Side by Sondheim, musiche e parole di Stephen Sondheim, regia di Ned Sherrin, con Millicent Martin. Mermaid Theatre di Londra (1976)
- Side by Side by Sondheim, musiche e parole di Stephen Sondheim, regia di Ned Sherrin, con Millicent Martin. Music Box Theatre e Morasco Theatre di New York (1977)
- Ten Times Table, scritto e diretto da Alan Ayckbourn. Gielgud Theatre di Londra (1978)
- Outside Edge, di Richard Harris. Hampstead Theatre e Queen's Theatre di Londra (1979)
- The Play's the Thing, di Ferenc Molnár, regia di Alan Strachan. Greenwhich Theatre di Londra (1979)
- On the Twentieth Century, libretto di Betty Comden e Adolph Green, regia di Peter Coe. His Majesty's Theatre di Londra (1980)
- Hobson's Choice, di Harold Brighouse, regia di Duncan Weldon. Lyric Hammersmith Theatre di Londra (1981)
- Schweyk nella seconda guerra mondiale, di Bertolt Brecht, regia di Richard Eyre. National Theatre di Londra (1982)
- Guys and Dolls, libretto di Jo Swerling e Abe Burrows, musiche di Frank Loesser, regia di Richard Eyre, con Bob Hoskins, Ian Charleson, Julie Covington, Imelda Staunton. National Theatre di Londra (1982)
- Kafka's Dick, di Alan Bennett, regia di Peter Hall. Piccadilly Theatre di Londra (1986)
- Comunicating Doors, testo e regia di Alan Ayckbourn. Vaudeville Theatre di Londra (1986)
- Follies, libretto di James Goldman, musiche e parole di Stephen Sondheim, regia di Mike Ockrent, con Diana Rigg. Shaftesbury Theatre di Londra (1987)
- Into the Woods, libretto di James Lapine, musiche e parole di Stephen Sondheim, regia di Richard Jones, con Imelda Staunton. Phoenix Theatre di Londra (1990)
- Sweeney Todd: The Demon Barber of Fleet Street, libretto di Hugh Wheeler, musiche e parole di Stephen Sondheim, regia di Declan Donnellan, con Alun Armstrong, Denis Quilley, Adrian Lester. National Theatre di Londra (1993)
- Mame (edizione semiscenica in concerto), libretto di Jerome Lawrence e Robert Edwin Lee, musiche e parole di Jerry Herman. Theatre Royal Drury Lane di Londra (1994)
- Follies (edizione semiscenica in concerto), libretto di James Goldman, musiche e parole di Stephen Sondheim, con Donna McKechnie, Ron Moody, Denis Quilley. Theatre Royal Drury Lane di Londra (1996)
- On the Town (edizione semiscenica in concerto), libretto di Betty Comden e Adolph Green, musiche di Leonard Bernstein, regia di Annilese Miskimmon, con Brent Barrett. Royal Festival Hall di Londra (2000)
- Fuddy Meers, di David Lindsay-Abaire, regia di Sam Mendes. Arts Theatre di Londra (2004)
- The Philadelphia Story, di Philip Barry, regia di Jerry Zaks, con Kevin Spacey. Old Vic di Londra (2005)

### Regista
- Stepping Out, di Richard Harris. Duke of York's Theatre di Londra (1984)
- Just So, libretto di George Stiles, musiche di Anthony Drewe. Watermill Theatre di Berkshire (1989)
- Steel Magnolias, di Robert Harling. Lyric Theatre di Londra (1989)
- Putting it Together, musiche di Stephen Sondheim. Old Fire Station di Oxford (1992)
- Mercury Workshop Revue. Jeremy Street Theatre di Londra (1994)
- Hey, Mr. Producer! (concerto in onore di Cameron Mackintosh). Lyceum Theatre di Londra (1998)
- A Little Night Music, libretto di Hugh Wheeler, musiche e parole di Stephen Sondheim. Tokyo (1999)
- Stephen Sondheim's Old Friends di Cameron Mackintosh e Stephen Sondheim. Gielgud Theatre di Londra (2023)

### Librettista
- Putting it Together, musiche di Stephen Sondheim. Old Fire Station di Oxford (1992)

## Riconoscimenti
- BAFTA
  - 1985 - Candidatura alla miglior performance d'intrattenimento per Fresh Fields
- Laurence Olivier Award
  - 1980 - Candidatura alla miglior attrice in un musical per On the Twentieth Century
  - 1982 - Miglior attrice in un musical per Guys and Dolls
  - 1986 - Candidatura alla miglior attrice per Woman in Mind
  - 1987 - Candidatura alla miglior attrice in un musical per Follies
  - 1991 - Candidatura alla miglior attrice in un musical per Into the Woods
  - 1994 - Miglior attrice in un musical per Sweeney Todd: The Demon Barber of Fleet Street
- Tony Award
  - 1977 - Candidatura alla miglior attrice non protagonista in un musical per Side by Side by Sondheim
- Drama Desk Award
  - 1977 - Candidatura alla miglior attrice non protagonista in un musical per Side by Side by Sondheim
- Evening Standard Theatre Award
  - 1986 - Candidatura alla miglior attrice per Woman in Mind

## Discografia

### Album in studio
- Julia McKenzie - The Musicals Album (1992)
- The Last Song - The Final Recordings (1994)
- The King and I (1997)
- Sondheim - A Celebration (1998)

### Album dal vivo
- Sondheim Tonight (1998)
- Hey, Mr. Producer! (1998)

### Cast recording
- Cole - Original London Cast (1974)
- Side by Side by Sondheim - Original London Cast (1976)
- Guys and Dolls - London Revival Cast (1982)
- Follies - Original London Cast (1987)
- Into the Woods - Original London Cast (1991)
- Putting it Together - Original London Cast (1993)
- Anyone Can Whistle - Studio Cast Recording (2020)

## Doppiatrici italiane
- Graziella Polesinanti ne Il seggio vacante
- Lorenza Biella in Miss Marple